# Daleiden
Daleiden là một đô thị thuộc huyện Bitburg-Prüm, bang Rhineland-Palatinate, Đức.